# Apol·lócrates
Apol·lócrates (en llatí Apollocrates, en grec antic Ἀπολλοκράτης) fou el fill gran de Dionís el Jove.
El seu pare li va deixar el comandament de Siracusa però es va haver de rendir per la gana a Dió (Dió de Siracusa) cap a l'any 354 aC. Se li va permetre sortir amb vaixell per reunir-se amb el seu pare a Itàlia, segons Plutarc, Estrabó i Claudi Elià. Ateneu de Nàucratis menciona a Apol·lócrates i el fa fill de Dionís el Vell, però probablement és un error, llevat que hi hagués dues persones amb el mateix nom, una fill del Vell i l'altra de Dionís el Jove.